# Heinrich Rohr
Heinrich Rohr (* 18. März 1902 in Ober-Abtsteinach im Odenwald; † 29. Dezember 1997 in Mainz) war katholischer Kirchenmusiker und Komponist, der sich aufgrund zahlreicher Kompositionen große Verdienste um den liturgischen Gemeindegesang in deutscher Sprache erworben hat.

## Biographie
Heinrich Rohr wirkte in der Zeit des Ersten Weltkriegs in seiner Heimatgemeinde als Organist. 1922 schloss er seine Lehrerausbildung in Bensheim ab. Danach unterrichtete er an der Marienschule (heute Bischöfliches Willigis-Gymnasium) in Mainz und studierte gleichzeitig an der dortigen Musikhochschule. Liturgische und kirchenmusikalische Fortbildungen in der Abtei Maria Laach und die enge Verbindung mit der katholischen Jugendbewegung um Romano Guardini schlossen diese Phase ab. 
Von 1926 bis 1929 unterrichtete er in Ruhlkirchen bei Alsfeld in Oberhessen, dann an der Aufbauschule in Alzey in Rheinhessen. Vor allem die Begegnung mit Adam Gottron, damaliger Diözesanpräses der Kirchenchöre, und die Teilnahme an der ersten kirchenmusikalischen Werkwoche der Diözese Mainz in Ilbenstadt in der Wetterau (1936) brachten ihn endgültig auf die Bahn des Komponierens. 1936 erhielt er von Gottron den Auftrag für eine Matthäuspassion für vierstimmigen gemischten Chor. 1938 folgte ein deutsches Te Deum für Gemeinde und vierstimmigen Chor.
Nach dem Zweiten Weltkrieg wurde Rohr von Bischof Albert Stohr zum Kirchenmusikdirektor und Leiter des neu gegründeten Instituts für Kirchenmusik des Bistums Mainz berufen. In dieser Zeit trat er mehrmals bei Regionaltagungen und Werkwochen des Quickborn (siehe Quickborn-Arbeitskreis) als Singemeister auf.
Rohr komponierte für den Liturgischen Kongress 1965 die Mainzer Dommesse. Seine Mitwirkung am Gotteslob (1975) ist durch die zahlreich darin enthaltenen eigenen Kompositionen dokumentiert.
1973 trat Rohr von seinen diözesanen kirchenmusikalischen Positionen in den Ruhestand, arbeitete aber als Komponist weiter. So verfasste er auch das Christuslob (1980).
Noch in den 1990er Jahren, im Alter von über 80 Jahren, beteiligte er sich unter der Leitung von Günter Duffrer an der Ausbildung von Kantoren im Bildungshaus Bad Nauheim.
Im Frühjahr 1997, anlässlich der Feier seines 95. Geburtstages, vollendete er mit seinem Werk Deutsches Meßantiphonale, an dem er 70 Jahre lang gearbeitet hatte, sein Schaffen. Zu diesem 95. Geburtstag erhielt er eine Festschrift unter dem Titel Ein Leben für die singende Gemeinde.

## Werke im „Gotteslob“
- Kyrie-Ruf
  - alt 103 / neu 158: Kyrie-Ruf Tau aus Himmelshöhn
  - alt 129 / neu 159: Kyrie-Ruf Licht das uns erschien (Alternativmelodie GLneu 158)
  - alt 175: Kyrie-Ruf Christus Gotteslamm (gleiche Melodie wie GLneu 158)
  - Limburg alt 890 / neu 719, Ost neu 707: Christus, unser Licht, Kraft und Zuversicht (gleiche Melodie wie GLneu 158)
- alt 115 / neu 223: Wir sagen euch an den lieben Advent (siehe auch Evangelisches Gesangbuch (1996): Nr. 17)
- alt 154: Dankt dem Vater mit Freude (im GLneu mit anderer Melodie)
- alt 162 / neu Bamberg 776: Aus der Tiefe unsrer Todesangst
- alt 173 / neu Bamberg 778, Nord 762: Lob sei dir Herr, König der ewigen Herrlichkeit
- alt 214: Christus, Sieger über Schuld und Sünde
- alt 217: Weihet dem Osterlamm
- Kyrie-Ruf 
  - alt 246 / neu 165: Send uns deines Geistes Kraft (M. L. Thurmair)
  - alt 485 / neu 164: Der in seinem Wort uns hält (M. L. Thurmair)
  - Ost neu 708: Brich in deiner Kirche an
- alt 425–428 / neu 126–127 [entspricht alt 425 und 427]: Alban-Messe (426 Nord neu 708)
- alt 440–442 / neu 128–129 [entspricht alt 440 und 441]: Mainzer Dom-Messe
- alt 444: Ehre sei Gott in der Höhe (Allerheiligen-Messe)
- alt 459 / neu 194: Heilig, heilig
- alt 461 / neu Bamberg 742: Lamm Gottes
- alt 463 / neu 153: Herr, erbarme dich
- alt 486 / neu 171: Preis und Ehre Gott dem Herren
- alt 501: Heilig, heilig
- alt 504: O Herr, wir loben und preisen dich
- alt 506: Christus, Herr, erbarme dich
- alt 507: Ehre sei Gott im Himmel und auf Erden
- alt 510: Heilig, heilig
- alt 511: Herr Jesus, du bist das Lamm
- alt 524 / neu 160: Gott des Vaters ewger Sohn
- alt 568 / neu Nord 801, Ost 780, Speyer 903: Komm, Herr Jesu, komm, führ die Welt zum Ende
- alt 571: Sei gegrüßt, o Königin
- neu Ost 744, Würzburg 762: Wir kommen daher aus dem Morgenland
- Limburg alt 872 / neu 841, Münster 826/773, Nord 857/770, Ost 819/811: Wo die Güte und die Liebe, da ist Gott
- Limburg alt 887 / neu 720: Herr, erbarme dich
- Limburg alt 914 / neu 741: O Lamm Gottes

## Ehrungen
- 1972: Martinusmedaille des Bistums Mainz
- 1973: Päpstlicher Gregoriusorden
- 1990: Ehrenring des Deutschen Liturgischen Instituts in Trier
- 1992: Gutenberg-Plakette der Stadt Mainz.